# Таваярви (озеро, южное)
Та́ваярви (Тава-ярви) — пресноводное озеро на территории Кестеньгского сельского поселения Лоухского района Республики Карелии. Исток Тавайоки.

## Общие сведения
Площадь озера — 33,7 км², площадь водосборного бассейна — 191 км². Располагается на высоте 267,9 метров над уровнем моря.
Форма озера лопастная, продолговатая: оно почти на пятнадцать километров вытянуто с северо-запада на юго-восток. Берега изрезанные, каменисто-песчаные, преимущественно возвышенные, местами заболоченные.
На востоке из озера вытекает река Тавайоки, которая, протекая через озеро Куоринкиярви, впадает в Пяозеро.
С запада в озеро впадает река Паюйоки. С севера — протока, несущая воды из озёр Ватаярви, Исо-Лайхаярви и Пиени-Лайхаярви.
В озере расположено несколько десятков островов различной площади. Наиболее крупные: Айттакумпу, Лаутасари и Карьяласари.
Населённые пункты вблизи водоёма отсутствуют.
Код объекта в государственном водном реестре — 02020000411102000000636.